# Der Bulle von Tölz: Strahlende Schönheit
Strahlende Schönheit ist ein deutscher Fernsehfilm von Wolfgang F. Henschel aus dem Jahr 2003 nach einem Drehbuch von Doris Jahn. Es ist die 44. Folge der Krimiserie Der Bulle von Tölz mit Ottfried Fischer als Hauptdarsteller in der Rolle des Hauptkommissars Benno Berghammer. Die Erstausstrahlung erfolgte am 15. Oktober 2003 auf Sat.1.

## Handlung
Der Schönheitschirurg Dr. Gerhard Mattel wird im Röntgenraum seiner Klinik tot aufgefunden. Das Röntgengerät muss manipuliert worden sein, denn nur so war eine stundenlange Bestrahlung mit nahezu hundertfacher Dosis überhaupt möglich. Zudem wurde die Tür blockiert und der Notschlüssel abgerissen, um eine Flucht zu verhindern.
Während die Ermittlungen anlaufen, taucht die Blumenverkäuferin Esther Landwehr, die neue Geliebte des Opfers, in der Klinik auf. Als sie erfährt, dass Dr. Mattel tot ist, sinkt sie ohnmächtig in die Arme von Polizist Anton Pfeiffer. Er erhält den Auftrag, die Personalien der jungen Dame festzustellen, sobald sie zu sich kommt. Doch als es so weit ist, entwischt sie ihm und fährt in einem roten Auto mit Sonnenblume davon.
Fast alle Krankenschwestern haben sich mehr oder weniger freiwillig einer Schönheitsoperation bei Dr. Mattel unterzogen, und wer nicht in dessen Schema passte, wurde entlassen. Sabrina Lorenz verlangt Einblick in die Personalakten und richtet ihr Hauptaugenmerk auf die Abgänge. Dabei stößt sie auf den Namen Regula Meier, die ihren Job verloren hat, weil ihr bei der Operation ein Gesichtsnerv durchtrennt wurde.
Dr. Liebnitz gibt offen zu, Dr. Mattel gehasst zu haben, doch er verschweigt, dass er dessen Nachfolger als Leiter der Abteilung Plastische Chirurgie werden soll und dass er Radiologe ist. Die Kommissare stellen ihm eine Falle und bringen ihn in dieselbe Situation wie Dr. Mattel, nur diesmal ohne Röntgenkopf. Dr. Liebnitz befreit sich mittels eines Codes und wird wegen dringenden Tatverdachts festgenommen. Dennoch hat Kommissar Berghammer Zweifel an seiner Schuld.
Laut Gerichtsmediziner Dr. Sprung wurde das Zentrale Nervensystem nach kurzer Zeit zerstört, sodass Dr. Mattel hilflos der stundenlangen Strahlung ausgesetzt war und einen qualvollen Tod erlitt. Da Dr. Liebnitz als Radiologe über diese Auswirkungen Bescheid weiß, hätte er, wenn er der Täter wäre, auch gewusst, dass es überflüssig gewesen wäre und damit keinen Sinn ergeben hätte, den Notschlüssel abzureißen.
Unterdessen ist Polizist Pfeiffer unterwegs, um den freizulassenden Dr. Liebnitz aufs Kommissariat zu bringen, doch da entdeckt er das rote Auto mit Sonnenblume, mit dem die Liebhaberin des Mordopfers verschwunden war, und verfolgt sie so lange, bis er das Kennzeichen für eine Halterabfrage erkennen kann.
Die Kommissare folgen einer Einladung von Veronika Speichert, der Lebensgefährtin von Dr. Mattel, zu ihrer Ausstellung in der Stadtgalerie. Die Künstlerin stellt Gipsskulpturen aus, auf die sie Röntgenbilder projiziert. Kommissarin Lorenz verdächtigt Speichert des Mordes, weil Dr. Mattel sie wegen einer Jüngeren verlassen wollte, außerdem wegen der Anzeige, weil sie die Bezugsberechtigung der Lebensversicherung ihres Lebensgefährten auf ihren Namen geändert hat. Die Tatsache, dass die Urkundenfälschung erst nach dem Mord erfolgt ist, spricht jedoch eher gegen ihre Täterschaft; zudem hat sie ein Alibi.
Als bei der Eröffnungsrede verlautet wird, dass Rolf Meier an einem uralten Röntgengerät herumgetüftelt hat, um die Ausstellung in dieser Form zu ermöglichen, fällt bei Benno Berghammer der Groschen: Bei Rolf Meier muss es sich um den Bruder von Regula Meier handeln. Er ist der Elektriker, der seiner Mutter einen Leasingvertrag für 15 Fernsehgeräte vermittelt hat und Kopien eines alten Werbevideos für die „Pension Resi“ anfertigen sollte. Letzteres hat der Kommissar durch die Zahlung eines Trinkgeldes unterbunden. Das Video ist ihm peinlich, weil er darauf als Werbeträger fungiert.
Rolf Meier ergreift die Flucht und will noch ein paar Habseligkeiten aus seinem Haus mitnehmen. Dort trifft er auf Resi Berghammer, die mit Nachdruck die Kopien des Videos einfordert. Als die beiden Kommissare eintreffen, nimmt Meier Frau Berghammer als Geisel und bedroht sie mit einem Messer. Während Sabrina Lorenz und Benno Berghammer auf Verstärkung warten, redet Resi Berghammer beruhigend auf Rolf Meier ein. Er zeigt ihr ein Foto seiner Schwester Regula und erzählt ihr, dass er als Kind wegen seiner Hasenscharte gehänselt worden sei. Er sei erst mit 15 Jahren operiert worden. Sein Großvater, der ihn und seine Schwester aufgezogen habe, sei überfordert gewesen und habe gemeint, es gehe auch so. Seine Schwester sei das Schönste und Liebste gewesen, was er gehabt habe, und da sei dieser „Doktor Frankenstein“ gekommen und habe ihr ganzes Leben zerschnitten.
Kommissar Berghammer hat sich inzwischen Zutritt zum Haus verschafft und alles mit angehört. Rolf Meier lässt sich widerstandslos festnehmen.

## Hintergrund
Die Dreharbeiten erfolgten in Bad Tölz; die Zentrale der Stadtwerke München diente als Kulisse für die Klinik; als Schauplatz für die „Pension Resi“ diente das Hollerhaus Irschenhausen.